# مارتن سيليغمان
مارتن إلياس بيت سيليغمان (بالإنجليزية: Martin Elias Pete Seligman) (وُلد في 12 أغسطس من عام 1942)، وهو عالم نفس ومعلم ومؤلف كتب مساعدة ذاتية أمريكي. روج سيليغمان لنظرياته المتعلقة بعلم النفس الإيجابي والرفاه داخل المجتمع العلمي إلى حد كبير. تحظى نظريته العجز المتعلم بشعبية كبيرة بين علماء النفس العلميين والسريريين. صنف استقصاء استعراض لعلم النفس العام في عام 2002 سيليغمان في المرتبة الحادية والثلاثين من بين أكثر علماء النفس استشهادًا في القرن العشرين.
يتبوأ سيليغمان منصب أستاذية عائلة زيلرباخ في علم النفس في قسم علم النفس في جامعة بنسلفانيا. عمل سابقًا مديرًا لبرنامج التدريب السريري في القسم ذاته، بالإضافة إلى تدريسه قبل ذلك في جامعة كورنيل. يعمل سيليغمان الآن مديرًا لمركز علم النفس الإيجابي في الجامعة. انتُخب سيليغمان رئيسًا لجمعية علم النفس الأمريكية في عام 1998. يُعتبر سيليغمان مؤسس ورئيس تحرير الوقاية والعلاج (المجلة الالكترونية التابعة لجمعية علم النفس الأمريكية)، فضلًا عن امتلاكه عضويةً في مجلس المستشارين التابع لمجلة آباء.
كتب سيليغمان حول عدة مواضيع مرتبطة بعلم النفس الإيجابي في مجموعة من الكتب مثل الطفل المتفائل، ولعب الطفل، والتفاؤل المتعلم، والسعادة الحقيقية والازدهار. نُشر كتاب سيليغمان الأخير في عام 2018 تحت عنوان جولة الأمل: رحلة عالم نفسي من العجز إلى التفاؤل.

## العجز المتعلم
بدأ سيليغمان تجاربه التأسيسية وتطويره لنظرية «العجز المتعلم» في جامعة بنسلفانيا في عام 1967، إذ كانت جهوده هذه بمثابة امتداد لاهتمامه بالاكتئاب. اكتشف كل من سيليغمان وزملاءه بمحض الصدفة أن نتيجة بروتوكول التكيف التجريبي الذي استخدموه مع الكلاب تجسدت في سلوكيات غير متوقعة. فشلت الكلاب المتكيفة في ظل التكيف التجريبي في انتهاز الفرص المتاحة لتعلم الهروب من موقف غير سار. طور سيليغمان هذه النظرية إلى ما هو أبعد من ذلك، إذ اعتبر العجز المتعلم بمثابة حالة نفسية يتعلم الإنسان أو الحيوان خلالها التصرف بعجز في موقف معين – عادةً بعد اختباره عجزًا في تجنبه لموقف سلبي ما- حتى عند امتلاكه القدرة على تغيير هذه الظروف غير السارة أو الضارة. رأى سيليغمان بعض أوجه التشابه بين هذه التجربة وحالة المرضى الذين يعانون من الاكتئاب الشديد، إذ أشار إلى أن الاكتئاب السرير والاضطرابات النفسية المرتبطة به نتيجة جزئية للغياب المتصور للسيطرة على نتيجة الموقف. أعاد سيليغمان لاحقًا وبالتعاون مع أبرامسون صياغة نظريته حول العجز المتعلم، ليضيف إليها نمطًا تفسيريًا.

## السعادة
تضمن كتاب سيليغمان لعام 2002 السعادة الحقيقية وجهة نظره حول السعادة، إذ اعتقد أنها تنشأ عن المشاعر الإيجابية والمشاركة والمعنى.

## علم النفس الإيجابي
تعاون سيليغمان وكريستوفر بيترسون لوضع ما يصفونه بأنه نظير «إيجابي للدليل التشخيصي والإحصائي للاضطرابات النفسية. يركز الدليل على المشاكل التي قد تحصل، بينما صُمم الفضائل ونقاط القوة في الشخصية (2004) للنظر في الأمور الجيدة التي قد تحصل. تضمن بحثهما هذا دراسةً شاملةً للثقافات عبر آلاف السنين، في محاولة منهما لاستخلاص قائمة طيعة من الفضائل التي لطالما حملت قيمةً عاليةً في الصين والهند القديمة مرورًا باليونان وروما ووصولًا إلى الثقافات الغربية المعاصرة. اشتملت قائمتهما هذه على ست نقاط قوة: الحكمة/ المعرفة، والشجاعة، والإنسانية، والعدل، والاعتدال، والتسامي. تنطوي كل من هذه النقاط على ثلاثة مداخل فرعية، فيشمل الاعتدال مثلًا كل من المغفرة والتواضع والتعقل وضبط الذات. لا يعتقد مؤلفو الكتاب بوجود تسلسل هرمي لهذه الفضائل الست، إذ يرون بأنه لا يمكن اعتبار أي منها أكثر أهمية من البقية.

## مقالات ذات صلة
- تقييم نقاط القوة الفعلية